# Byk z brązu

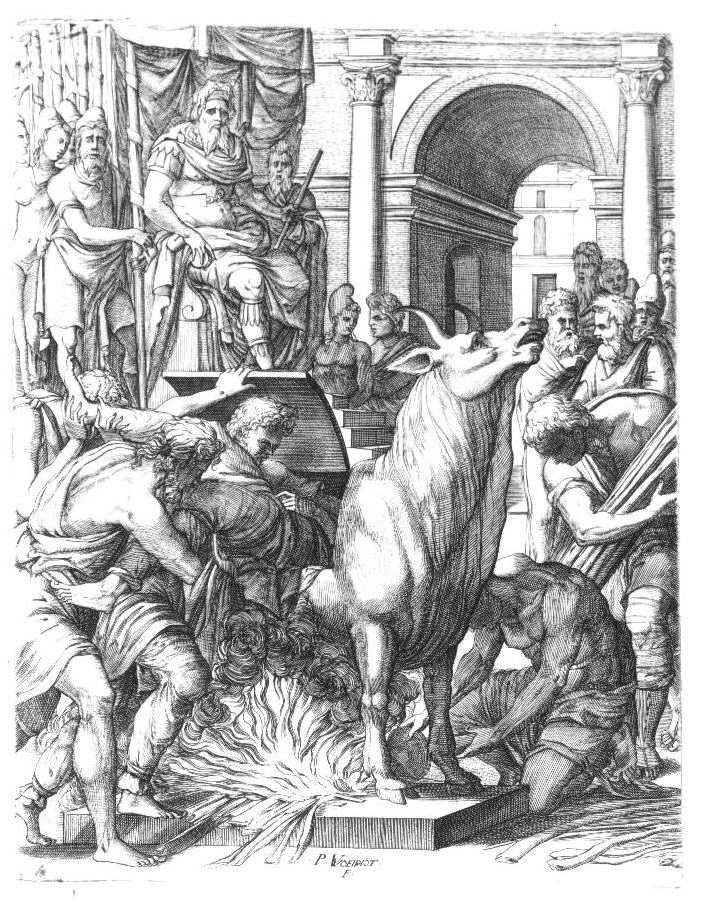
Falaris rozkazuje wrzucić Perilaosa do byka z brązu (XVI-wieczny miedzioryt Pierre Woeiriot)

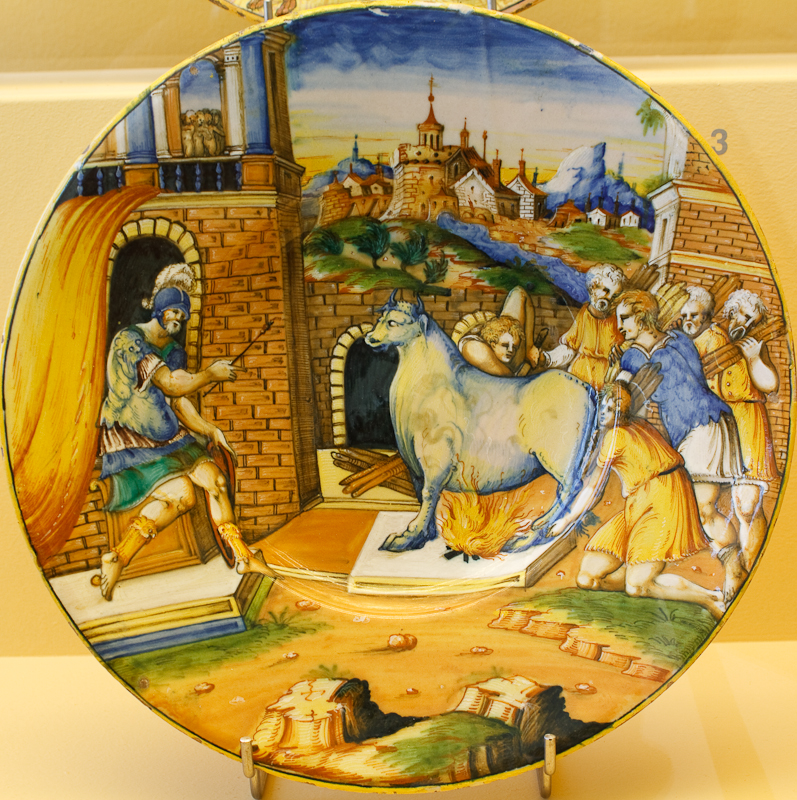
Przypalanie Perillosa w brązowym byku (majolika z okresu 1550–1570)

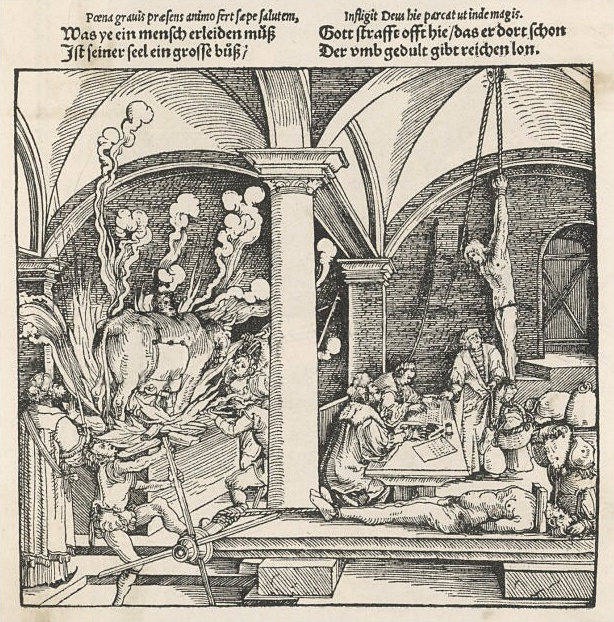
Sycylijski byk z brązu (drzeworyt Hansa Burgkmaira starszego)

Byk z brązu (byk Falarisa, byk sycylijski, byk spiżowy) – jedno z najstarszych opisanych narzędzi kaźni, którego podobno miał używać Falaris, tyran sycylijskiego miasta Akragas w latach ok. 570–554 p.n.e.

## W historycznym przekazie
Jego wygląd i zastosowanie opisał Diodor Sycylijski. Zgodnie z jego opisem, spiżowy byk pierwotnie miał pełnić rolę skomplikowanego instrumentu muzycznego, uświetniającego uroczystości odbywające się w świątyni. Jego wynalazca Perilaos (Perillos) miał jednak nakłonić Falarisa do wykorzystania go jako narzędzia kaźni, do którego przez górny zamykany otwór mieli być wrzucani skazańcy, następnie pieczeni żywcem, po roznieceniu ognia pod bykiem. Krzyk ofiar miał zniekształcać przemyślnie skonstruowany modulator umieszczony w łbie byka i na zewnątrz miał być słyszany jako ryk zwierzęcia. Falaris, zaskoczony pomysłem Perilaosa, miał polecić mu wejście do urządzenia i zademonstrowanie sposobu jego działania. Wynalazca wszedł do wewnątrz, a tyran rozkazał do tam zamknąć i rozpalić pod spodem ogień. Perilaos, uznawany za pierwszą ofiarę swego wynalazku, miał według Diodora zostać wyjęty, nim zdążył się usmażyć, lecz na rozkaz tyrana potem strącony ze skały.
Brązowego byka rzekomo zatopiono w morzu w 554 p.n.e., tuż po obaleniu tyrana wskutek powstania, na czele którego stał przodek Terona, niejaki Telemach (Akragas), zaś sam Falaris miał stać się ostatnią upieczoną w nim ofiarą. Według innej wersji, po zdobyciu Akragas byk miał zostać przewieziony przez Himilkona do Kartaginy i dopiero po jej zniszczeniu ponownie zwrócony miastu Akragas.
Dotychczas brak dowodów archeologicznych na istnienie tego urządzenia, którego jego opis powstał ok. 500 lat po rządach Falarisa, najprawdopodobniej w celu potwierdzenia jego niesławnej reputacji jako tyrana.

## W późniejszej sztuce
Motyw byka z brązu jako narzędzia tortur wykorzystywany był w sztuce przez późniejszych artystów, czego przykładem może być miedzioryt autorstwa Pierre’a Woeirota wykonany przed 1562. Najbardziej znanym przykładem wspomnienia motywu spiżowego byka w literaturze jest fragment Boskiej komedii Dantego:
Jak sycylijski byk ów, co najpierwej
(I słusznie bardzo) ryknął jękiem tego,
Który go swemi piłami obrobił,
A tak on ryczał głosem udręczenia,
Że chociaż cały urobiony z miedzi,
Zdało się przecie, że go ból przejmuje
W poezji polskiej do budowniczego byka oraz jego losu nawiązuje Wacław Potocki w pierwszych wersach wiersza Do męża złej żony, Ciołkówny z domu. Wół Falarydów:
Żeby dowcipu swego pamiątkę zostawił,
Perillus kotlarz byka miedzianego sprawił,
Gdzie jak na panwi, czego samże budowniczy
Doznał, wołowym głosem smażony człek ryczy,
Leniwym ogniem z ciała przez miedziane rury,
Z nieznosnym gwałtem, dusze zbywając, natury.

## We współczesnej kulturze masowej
Byk z brązu pojawia się także w filmie Piła 3D, w którym zostaje użyty do zamordowania Joyce (postaci granej przez Ginę Holden).

## Literatura
- William Smith: Dictionary of Greek and Roman Biography and Mythology. 1870, s. 234–236
- Helmut Berve: Die Tyrannis bei den Griechen. München 1967, s. 129–132, 593–595
- Jan M. Długosz: Wzór na tyrana. Starogreckie wzory i przestrogi ustrojowe. „Pomocnik Historyczny”, 7 lutego 2009, nr 1 (12), s. 21